# دانشگاه آزاد اسلامی واحد شوش
دانشگاه آزاد اسلامی واحد شوش، شعبه‌ای از دانشگاه آزاد اسلامی است، که در شهر شوش، استان خوزستان مستقر می‌باشد.این واحد دانشگاهی در سال ۱۳۸۹ تأسیس شد و هم‌اکنون به عنوان زیر مجموعه دانشگاه آزاد اسلامی شوشتر در منطقه شش می‌باشد.

## رشته‌ها
هم اکنون رشته‌های ارائه شده مقطع کارشناسی در این مرکز شامل مهندسی کامپیوتر،کارشناسی مکانیک،کارشناسی مدیریت دولتی،کارشناسی علوم اجتماعی،کارشناسی حقوق می‌باشد.همچنین رشته‌های ارائه شده مقطع کارشناسی ناپیوسته(کاردانی به کارشناسی) در این مرکز شامل کارشناسی سخت افزار کامپیوتر،کارشناسی برق قدرت و کارشناسی حسابداری است.در مقطع کاردانی نیز رشته‌های حسابداری،کامپیوتر،الکتروتکنیک،مکانیک خودرو و تربیت بدنی ارائه می‌شوند.